# Art-sur-Meurthe
Art-sur-Meurthe é uma comuna francesa na região administrativa de Grande Leste, no departamento de Meurthe-et-Moselle. Estende-se por uma área de 11,47 km². Em 2010 a comuna tinha 1 745 habitantes (densidade: 152,1 hab./km²).